# Khennet Tallinger
Paul Khennet Tallinger, född 4 oktober 1945, är en svensk rådman och ordförande för Svenska Fotbollförbundets disciplin- och elitlicensnämnd samt för Skånes Fotbollförbund. Han är även matchdelegat för europeiska VM-kvalmatcher åt FIFA och Champions League- och EM-kvalmatcher åt UEFA. Han efterträdde Svenska Fotbollförbundets förra ordförande Lars-Åke Lagrell i Riksidrottsförbundets styrelse som representant åt fotbollen mellan åren 2007 och 2009.
Tallinger är utbildad jurist och jobbar till vardags som rådman i Hässleholms tingsrätt.